# Gran Premio di superbike d'Aragona 2012
Il Gran Premio di superbike d'Aragona 2012 è l'ottava prova del mondiale superbike 2012, disputatasi il 1º luglio presso la ciudad del Motor de Aragón; nello stesso fine settimana si è corso il settimo gran premio stagionale del mondiale supersport 2012 e il quinto della Superstock 1000 FIM Cup. Ha registrato nelle due gare della Superbike le vittorie di Max Biaggi e di Marco Melandri, in Supersport quella di Sam Lowes e in Superstock 1000 quella di Bryan Staring.

## Superbike

### Gara 1
Fonte

#### Arrivati al traguardo
| Pos. | Nº  | Pilota           | Squadra                     | Motocicletta         | Giri | Tempo     | Griglia | Punti |
| ---- | --- | ---------------- | --------------------------- | -------------------- | ---- | --------- | ------- | ----- |
| 1º   | 3   | Max Biaggi       | Aprilia Racing              | Aprilia RSV4 Factory | 20   | 39:51.188 | 2º      | 25    |
| 2º   | 33  | Marco Melandri   | BMW Motorrad Motorsport     | BMW S1000 RR         | 20   | +0.278    | 5º      | 20    |
| 3º   | 7   | Carlos Checa     | Althea Racing               | Ducati 1098R         | 20   | +9.462    | 7º      | 16    |
| 4º   | 19  | Chaz Davies      | ParkinGO MTC Racing         | Aprilia RSV4 Factory | 20   | +10.827   | 8º      | 13    |
| 5º   | 58  | Eugene Laverty   | Aprilia Racing              | Aprilia RSV4 Factory | 20   | +15.708   | 3º      | 11    |
| 6º   | 91  | Leon Haslam      | BMW Motorrad Italia GoldBet | BMW S1000 RR         | 20   | +29.032   | 4º      | 9     |
| 7º   | 34  | Davide Giugliano | BMW Motorrad Motorsport     | BMW S1000 RR         | 20   | +39.374   | 11º     | 8     |
| 8º   | 84  | Michel Fabrizio  | Althea Racing               | Ducati 1098R         | 20   | +27.597   | 13º     | 8     |
| 9º   | 2   | Leon Camier      | Fixi Crescent Suzuki        | Suzuki GSX-R1000     | 20   | +40.887   | 14º     | 7     |
| 10º  | 121 | Maxime Berger    | Effenbert Liberty Racing    | Ducati 1098R         | 20   | +41.440   | 20º     | 6     |
| 11º  | 59  | Niccolò Canepa   | Red Devils Roma             | Ducati 1098R         | 20   | +42.056   | 19      | 5     |
| 12º  | 50  | Sylvain Guintoli | Effenbert Liberty Racing    | Ducati 1098R         | 20   | +42.369   | 9º      | 4     |
| 13º  | 87  | Lorenzo Zanetti  | PATA Racing                 | Ducati 1098R         | 20   | +42.669   | 16º     | 3     |
| 14º  | 4   | Hiroshi Aoyama   | Honda World Superbike       | Honda CBR1000RR      | 20   | +48.010   | 18º     | 2     |
| 15º  | 21  | John Hopkins     | Fixi Crescent Suzuki        | Suzuki GSX-R1000     | 20   | +49.752   | 21º     | 1     |
| 16º  | 65  | Jonathan Rea     | Honda World Superbike       | Honda CBR1000RR      | 20   | +54.590   | 6º      |       |
| 17º  | 64  | Norino Brignola  | Grillini Progea Superbike   | BMW S1000 RR         | 20   | +1:59.653 | 23º     |       |

#### Ritirati
| Nº | Pilota          | Squadra                       | Motocicletta    | Giri | Griglia |
| -- | --------------- | ----------------------------- | --------------- | ---- | ------- |
| 66 | Tom Sykes       | Kawasaki Racing               | Kawasaki ZX-10R | 19   | 1º      |
| 86 | Ayrton Badovini | BMW Motorrad Italia GoldBet   | BMW S1000 RR    | 19   | 10º     |
| 44 | David Salom     | Team Pedercini                | Kawasaki ZX-10R | 12   | 17º     |
| 36 | Leandro Mercado | Team Pedercini                | Kawasaki ZX-10R | 10   | 22º     |
| 76 | Loris Baz       | Kawasaki Racing               | Kawasaki ZX-10R | 8    | 15º     |
| 96 | Jakub Smrž      | Liberty Racing Team Effenbert | Ducati 1098R    | 0    | 12º     |

### Gara 2
Fonte

#### Arrivati al traguardo
| Pos. | Nº  | Pilota           | Squadra                     | Motocicletta         | Giri | Tempo     | Griglia | Punti |
| ---- | --- | ---------------- | --------------------------- | -------------------- | ---- | --------- | ------- | ----- |
| 1º   | 33  | Marco Melandri   | BMW Motorrad Motorsport     | BMW S1000 RR         | 20   | 39:59.200 | 5º      | 25    |
| 2º   | 58  | Eugene Laverty   | Aprilia Racing              | Aprilia RSV4 Factory | 20   | +0.042    | 3º      | 20    |
| 3º   | 19  | Chaz Davies      | ParkinGO MTC Racing         | Aprilia RSV4 Factory | 20   | +0.446    | 8º      | 16    |
| 4º   | 3   | Max Biaggi       | Aprilia Racing              | Aprilia RSV4 Factory | 20   | +0.484    | 2º      | 13    |
| 5º   | 65  | Jonathan Rea     | Honda World Superbike       | Honda CBR1000RR      | 20   | +6.611    | 6º      | 11    |
| 6º   | 91  | Leon Haslam      | BMW Motorrad Motorsport     | BMW S1000 RR         | 20   | +7.491    | 4º      | 10    |
| 7º   | 7   | Carlos Checa     | Althea Racing               | Ducati 1098R         | 20   | +9.325    | 7º      | 9     |
| 8º   | 66  | Tom Sykes        | Kawasaki Racing             | Kawasaki ZX-10R      | 20   | +10.444   | 1º      | 8     |
| 9º   | 86  | Ayrton Badovini  | BMW Motorrad Italia GoldBet | BMW S1000 RR         | 20   | +10.828   | 10º     | 7     |
| 10º  | 34  | Davide Giugliano | Althea Racing               | Ducati 1098R         | 20   | +10.925   | 11º     | 6     |
| 11º  | 84  | Michel Fabrizio  | BMW Motorrad Italia GoldBet | BMW S1000 RR         | 20   | +21.955   | 12º     | 5     |
| 12º  | 121 | Maxime Berger    | Effenbert Liberty Racing    | Ducati 1098R         | 20   | +22.046   | 19º     | 4     |
| 13º  | 50  | Sylvain Guintoli | Effenbert Liberty Racing    | Ducati 1098R         | 20   | +22.486   | 9º      | 3     |
| 14º  | 87  | Lorenzo Zanetti  | PATA Racing                 | Ducati 1098R         | 20   | +42.801   | 15º     | 2     |
| 15º  | 4   | Hiroshi Aoyama   | Honda World Superbike       | Honda CBR1000RR      | 20   | +49.144   | 17º     | 1     |
| 16º  | 44  | David Salom      | Team Pedercini              | Kawasaki ZX-10R      | 20   | +50.961   | 16º     |       |
| 17º  | 59  | Niccolò Canepa   | Red Devils Roma             | Ducati 1098R         | 20   | +1:00.863 | 18º     |       |
| 18º  | 36  | Leandro Mercado  | Team Pedercini              | Kawasaki ZX-10R      | 20   | +1:14.149 | 21º     |       |
| 19º  | 64  | Norino Brignola  | Grillini Progea Superbike   | BMW S1000 RR         | 20   | +1:53.388 | 22º     |       |
| 20º  | 76  | Loris Baz        | Kawasaki Racing             | Kawasaki ZX-10R      | 19   | +1 giro   | 14º     |       |

#### Ritirati
| Nº | Pilota       | Squadra              | Motocicletta     | Giri | Griglia |
| -- | ------------ | -------------------- | ---------------- | ---- | ------- |
| 2  | Leon Camier  | Fixi Crescent Suzuki | Suzuki GSX-R1000 | 17   | 13º     |
| 21 | John Hopkins | Fixi Crescent Suzuki | Suzuki GSX-R1000 | 3    | 20º     |

#### Non partito
| Nº | Pilota     | Squadra                       | Motocicletta |
| -- | ---------- | ----------------------------- | ------------ |
| 96 | Jakub Smrž | Liberty Racing Team Effenbert | Ducati 1098R |

## Supersport
La gara è stata fermata con la bandiera rossa nel corso del primo giro a causa di un incidente avvenuto in griglia di partenza, dove Mathew Scholtz, rimasto fermo con la propria moto, era stato colpito da Yves Polzer, partito più indietro. La corsa è in seguito ripartita sulla distanza originaria di 18 giri. Kenan Sofuoğlu, giunto al traguardo in prima posizione, ha ricevuto una penalità di 7 secondi sul tempo di gara, sanzione che lo ha fatto retrocedere al quinto posto, per non aver rispettato l'ordine, impartito dalla direzione gara ad alcuni giri dal termine mentre era secondo, di cedere tre posizioni in pista per guida irresponsabile nei confronti di Fabien Foret.

### Arrivati al traguardo
| Pos. | Nº | Pilota            | Squadra                  | Motocicletta        | Giri | Tempo     | Griglia | Punti |
| ---- | -- | ----------------- | ------------------------ | ------------------- | ---- | --------- | ------- | ----- |
| 1º   | 11 | Sam Lowes         | Bogdanka PTR Honda       | Honda CBR600RR      | 18   | 37:14.284 | 5º      | 25    |
| 2º   | 99 | Fabien Foret      | Kawasaki Intermoto Step  | Kawasaki ZX-6R      | 18   | +1.446    | 4º      | 20    |
| 3º   | 32 | Sheridan Morais   | Kawasaki Lorenzini       | Kawasaki ZX-6R      | 18   | +4.322    | 2º      | 16    |
| 4º   | 23 | Broc Parkes       | Ten Kate Racing Products | Honda CBR600RR      | 18   | +5.924    | 6º      | 13    |
| 5º   | 54 | Kenan Sofuoğlu    | Kawasaki Lorenzini       | Kawasaki ZX-6R      | 18   | +6.377    | 3º      | 11    |
| 6º   | 34 | Ronan Quarmby     | PTR Honda                | Honda CBR600RR      | 18   | +16.333   | 11º     | 10    |
| 7º   | 31 | Vittorio Iannuzzo | Power Team by Suriano    | Triumph Daytona 675 | 18   | +19.948   | 7º      | 9     |
| 8º   | 3  | Jed Metcher       | Rivamoto Junior          | Yamaha YZF R6       | 18   | +22.663   | 8º      | 8     |
| 9º   | 14 | Gábor Talmácsi    | Prorace                  | Honda CBR600RR      | 18   | +22.889   | 16º     | 7     |
| 10º  | 64 | Joshua Day        | Team GoEleven            | Kawasaki ZX-6R      | 18   | +26.923   | 14º     | 6     |
| 11º  | 98 | Romain Lanusse    | Kawasaki Intermoto Step  | Kawasaki ZX-6R      | 18   | +35.991   | 9º      | 5     |
| 12º  | 87 | Luca Marconi      | VFT Racing               | Yamaha YZF R6       | 18   | +42.337   | 21º     | 4     |
| 13º  | 35 | Raffaele De Rosa  | Team Lorini              | Honda CBR600RR      | 18   | +42.597   | 19º     | 3     |
| 14º  | 61 | Fabio Menghi      | VFT Racing               | Yamaha YZF R6       | 18   | +1:10.910 | 25º     | 2     |
| 15º  | 22 | Roberto Tamburini | Team Lorini              | Honda CBR600RR      | 18   | +1:16.813 | 15º     | 1     |
| 16º  | 17 | Roberto Anastasia | Kuja Racing              | Honda CBR600RR      | 18   | +1:53.578 | 28º     |       |
| 17º  | 13 | Dino Lombardi     | Pata by Martini          | Yamaha YZF R6       | 18   | +2:27.755 | 22º     |       |
| 18º  | 73 | Oleg Pozdneev     | Rivamoto                 | Yamaha YZF R6       | 17   | +1 giro   | 30º     |       |
| 19º  | 24 | Eduard Blokhin    | Rivamoto                 | Yamaha YZF R6       | 17   | +1 giro   | 29º     |       |

### Ritirati
| Nº | Pilota           | Squadra               | Motocicletta        | Giri | Griglia |
| -- | ---------------- | --------------------- | ------------------- | ---- | ------- |
| 25 | Alex Baldolini   | Power Team by Suriano | Triumph Daytona 675 | 10   | 12º     |
| 10 | Imre Tóth        | Racing Team Toth      | Honda CBR600RR      | 9    | 18º     |
| 8  | Andrea Antonelli | Bike Service R.T.     | Yamaha YZF R6       | 7    | 17º     |
| 65 | Vladimir Leonov  | Yakhnich Motorsport   | Yamaha YZF R6       | 7    | 20º     |
| 38 | Balázs Németh    | Racing Team Toth      | Honda CBR600RR      | 6    | 23º     |
| 19 | Paweł Szkopek    | Bogdanka Honda PTR    | Honda CBR600RR      | 3    | 24º     |
| 16 | Jules Cluzel     | PTR Honda             | Honda CBR600RR      | 2    | 1º      |
| 33 | Yves Polzer      | MRC Austria           | Yamaha YZF R6       | 0    | 27º     |
| 53 | Valentin Debise  | SMS Racing            | Honda CBR600RR      | 0    | 13º     |
| 20 | Mathew Scholtz   | Bogdanka PTR Honda    | Honda CBR600RR      | 0    | 10º     |

### Non partito
| Nº | Pilota         | Squadra          | Motocicletta   |
| -- | -------------- | ---------------- | -------------- |
| 40 | Martin Jessopp | Riders PTR Honda | Honda CBR600RR |

## Superstock
La pole position è stata fatta segnare da Sylvain Barrier in 2:02.709; Bryan Staring ha effettuato il giro più veloce in gara, in 2:01.446.

### Arrivati al traguardo
| Pos. | Nº  | Pilota              | Squadra                     | Motocicletta         | Giri | Tempo     | Griglia | Punti |
| ---- | --- | ------------------- | --------------------------- | -------------------- | ---- | --------- | ------- | ----- |
| 1º   | 67  | Bryan Staring       | Team Pedercini              | Kawasaki ZX-10R      | 12   | 24:28.928 | 5º      | 25    |
| 2º   | 11  | Jérémy Guarnoni     | MRS                         | Kawasaki ZX-10R      | 12   | +8.073    | 2º      | 20    |
| 3º   | 14  | Lorenzo Baroni      | BMW Motorrad Italia GoldBet | BMW S1000 RR         | 12   | +11.320   | 3º      | 16    |
| 4º   | 47  | Eddi La Marra       | Barni Racing Team Italia    | Ducati 1199 Panigale | 12   | +14.630   | 4º      | 13    |
| 5º   | 21  | Markus Reiterberger | Alpha Racing                | BMW S1000 RR         | 12   | +15.911   | 6º      | 11    |
| 6º   | 24  | Kev Coghlan         | DMC Racing                  | Ducati 1199 Panigale | 12   | +24.471   | 7º      | 10    |
| 7º   | 5   | Marco Bussolotti    | SK Energy Racing            | Ducati 1098R         | 12   | +28.367   | 9º      | 9     |
| 8º   | 169 | David McFadden      | Team Pedercini              | Kawasaki ZX-10R      | 12   | +28.914   | 11º     | 8     |
| 9º   | 71  | Christoffer Bergman | BWG Racing Kawasaki         | Kawasaki ZX-10R      | 12   | +30.095   | 12º     | 7     |
| 10º  | 15  | Fabio Massei        | EAB Ten Kate Junior         | Honda CBR1000RR      | 12   | +31.619   | 10º     | 6     |
| 11º  | 69  | Ondřej Ježek        | SK Energy Racing            | Ducati 1098R         | 12   | +32.444   | 14º     | 5     |
| 12º  | 96  | Enrique Ferrer      | CNS Motorsport              | Ducati 1199 Panigale | 12   | +32.702   | 13º     | 4     |
| 13º  | 32  | Lorenzo Savadori    | Barni Racing Team Italia    | Ducati 1199 Panigale | 12   | +45.294   | 8º      | 3     |
| 14º  | 40  | Alen Győrfi         | MetalCom-Adrenalin H-Moto   | Honda CBR1000RR      | 12   | +50.277   | 17º     | 2     |
| 15º  | 155 | Tiago Dias          | Team Dias                   | Kawasaki ZX-10R      | 12   | +50.907   | 19º     | 1     |
| 16º  | 39  | Randy Pagaud        | Team OGP                    | Kawasaki ZX-10R      | 12   | +51.007   | 18º     |       |
| 17º  | 88  | Massimo Parziani    | M.V. Racing                 | Aprilia RSV4 APRC    | 12   | +57.789   | 22º     |       |
| 18º  | 36  | Philippe Thiriet    | Brazil by ASPI              | Kawasaki ZX-10R      | 12   | +1:17.018 | 21º     |       |
| 19º  | 30  | Bogdan Vrajitoru    | CSM Bucharest               | Kawasaki ZX-10R      | 12   | +1:17.982 | 24º     |       |
| 20º  | 27  | Adrien Protat       | FP Racing                   | Kawasaki ZX-10R      | 12   | +1:25.672 | 23º     |       |
| 21º  | 42  | Heber Pedrosa       | Brazil by ASPI              | Kawasaki ZX-10R      | 12   | +1:53.135 | 25º     |       |

### Ritirati
| Nº | Pilota              | Squadra                     | Motocicletta    | Giri | Griglia |
| -- | ------------------- | --------------------------- | --------------- | ---- | ------- |
| 55 | Tomáš Svitok        | SK Energy Racing            | Ducati 1098R    | 8    | 15º     |
| 20 | Sylvain Barrier     | BMW Motorrad Italia GoldBet | BMW S1000 RR    | 5    | 1º      |
| 37 | Andrzej Chmielewski | Red Devils Roma             | Ducati 1098R    | 0    | 20º     |
| 93 | Matthieu Lussiana   | Team ASPI                   | Kawasaki ZX-10R | 0    | 16º     |